# Ricardo Martínez Ortega
Ricardo Martínez Ortega, conocido como Ricardo (Santiago de Chile, 1956) es un ilustrador editorial y humorista gráfico chileno-español.

## Biografía
Hijo de emigrantes españoles, nació en Chile en 1956. Su padre era pintor. En 1969 se trasladó a Madrid. A finales de los años setenta comenzó su carrera profesional. Durante la década de los setenta, cuando la Guerra de las Galaxias se había puesto de moda, Ricardo creó a Goomer, un personaje entre extraterrestres. El dibujó debutó en Mundo Obrero, pero fue en el diario El Mundo, donde alcanzó más fama.
En 1981 se estableció en Miami, donde trabajó como ilustrador para The Miami News. Allí aprendió la técnica de scratchboard de Kent Barton, que trabajaba en el Miami Herald. En dicha técnica se utiliza un papel estucado negro. Se dibuja con un papel negro, raspándolo con una cuchilla.
En 1990 regresó a Madrid, para trabajar en el diario El Mundo. Allí ayudaba en las infografías y dibujaba las tiras de Goomer con el guionista José Ignacio Moreno Cuña, más conocido como Nacho. Pedro J. Ramírez había pensado en fichar a los dibujantes Gallego & Rey, que habían dejado el diario El País, pero al irse a Diario 16, Pedro J. fichó a Ricardo y Nacho como dibujantes del periódico. Ambos trabajaron en el diario madrileño hasta que el año 2000, Nacho decidió irse al Puerto de Santa María, y Ricardo continuó haciendo viñetas políticas en solitario.
Sus viñetas se caracterizan por su estética limpia, donde el discurso es directo, y las palabras, precisas.

## Premios
- Premio Mingote (2021),[4] por su viñeta publicada en 'El Mundo' el 14 de febrero de 2020.[5]